# Fabio Reinhardt

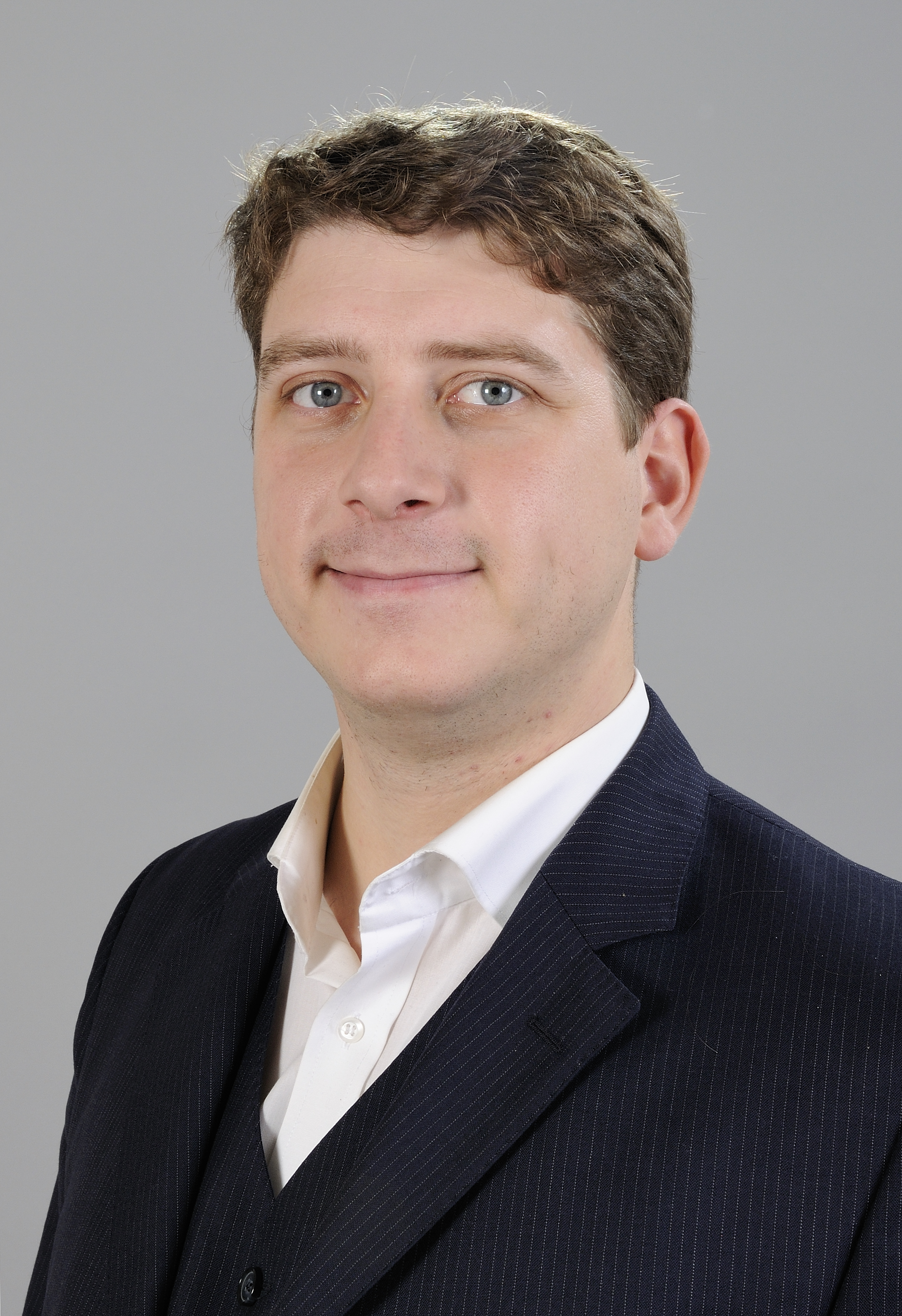
Fabio Reinhardt (2013).

Fabio Scharfenberg (geb. Reinhardt, * 16. Dezember 1980 in Warendorf) ist ein deutscher Politiker. Von 2011 bis 2016 war er Abgeordneter im Abgeordnetenhaus von Berlin.

## Leben
An der Technischen Universität Braunschweig schloss Scharfenberg 2009 sein Studium der Geschichtswissenschaft und Politikwissenschaft mit einem Magister Artium ab. 2007 trat er der Piratenpartei bei.
Anfang 2012 verlobte sich Scharfenberg, der damals noch Reinhardt hieß, mit der Parteikollegin Julia Schramm. Die Bekanntgabe der Verlobung über den Internetdienst Twitter sorgte für parteiinterne Kritik. Am 27. Juli 2012 heirateten die beiden. Im Januar 2017 ließ sich das Paar wieder scheiden.
Im Jahr 2018 trat er dem Kreisverband Berlin-Lichtenberg von Bündnis 90/Die Grünen bei.

## Politisches Wirken
Von 2008 bis 2009 war Scharfenberg Beisitzer im Landesvorstand Niedersachsen. Er wurde mit zehn von elf Stimmen gewählt. Für die Bundestagswahl 2009 kandidierte er für die Piratenpartei auf der niedersächsischen Landesliste auf Platz 3. Beim Bundesparteitag 2009 kandidierte er als Beisitzer des Bundesvorstands, wurde jedoch nicht gewählt. Im Bundestagswahlkampf war Scharfenberg Bundespressekoordinator der Piratenpartei Deutschland. Im Bundestagswahlkampf arbeitete er für Jörg Tauss, der im Juni 2009 der Piratenpartei beigetreten war. In diesem Zusammenhang wurde Kritik geübt, da er das Büro im Bundestag auch für die Pressearbeit nutzte. Im Februar 2010 kandidierte er für das Schiedsgericht des Berliner Landesverbandes, wurde jedoch nicht gewählt.
Scharfenberg wurde als Listenkandidat bei der Wahl zum Abgeordnetenhaus von Berlin 2011 in das Abgeordnetenhaus von Berlin gewählt. Parallel kandidierte er auch als Direktkandidat für den Wahlkreis Friedrichshain-Kreuzberg 3. Ende September 2011 wurde er mit Susanne Graf und Heiko Herberg zum stellvertretenden Fraktionsvorsitzenden gewählt; vorher meldete er Zweifel an, ob die Fraktion überhaupt einen Vorsitzenden brauche. Als stellvertretender Vorsitzender war er für die Presse- und Öffentlichkeitsarbeit der Fraktion zuständig. Diese Zuständigkeit wurde durch Beschluss der Fraktion Ende Februar 2012 einvernehmlich Christopher Lauer übergeben. Bei der Neuwahl des Fraktionsvorstands im Juni 2012 kandidierte Scharfenberg trotz vorheriger Ankündigung nicht mehr für einen der beiden Fraktionsvorsitzendenposten mit der Begründung, es gäbe „andere Kandidaten, denen das wichtiger ist“.
Innerhalb der Piratenfraktion war er Sprecher für Integrations- und Flüchtlingspolitik sowie Mitglied im Hauptausschuss. Zudem war er gewähltes Mitglied im Gnadenausschuss des Abgeordnetenhauses von Berlin. Bei der Wahl 2016 trat er auf dem Listenplatz elf erneut an. Die Piratenpartei erreichte jedoch nicht mehr die Fünf-Prozent-Hürde und Scharfenberg schied aus dem Abgeordnetenhaus aus.

## Sonstiges
Er ist Mitglied bei Pro Asyl, Mehr Demokratie, dem Verein Geschichte in Braunschweig (GiBS) und aktiv in der Humanistischen Union. Ferner arbeitet er regelmäßig mit dem Arbeitskreisen Vorratsdatenspeicherung und Gegen Internetsperren und Zensur, dem Chaos Computer Club (CCC), Digitalcourage e.V. (ehemals FoeBuD) und weiteren Bündnissen zusammen.